# Ягор, Андреас Федор
Андреас Федор Ягор (нем. Andreas Fedor Jagor; 30 ноября 1816, Берлин — 11 февраля 1900, там же) — немецкий исследователь, путешественник, этнолог и этнограф.

## Биография
Побывав в Париже, увлёкся этнографией. По поручению берлинских музеев путешествовал по Южной и Юго-Восточной Азии. С 1859 по 1861 годах исследовал Филиппинские острова и Малаккский полуостров, побывал в Индии, Восточной Азии и Южных морях. В 1873—1876 и с 1890 по 1893 год оставался на острове Ява и на Малайском архипелаге.

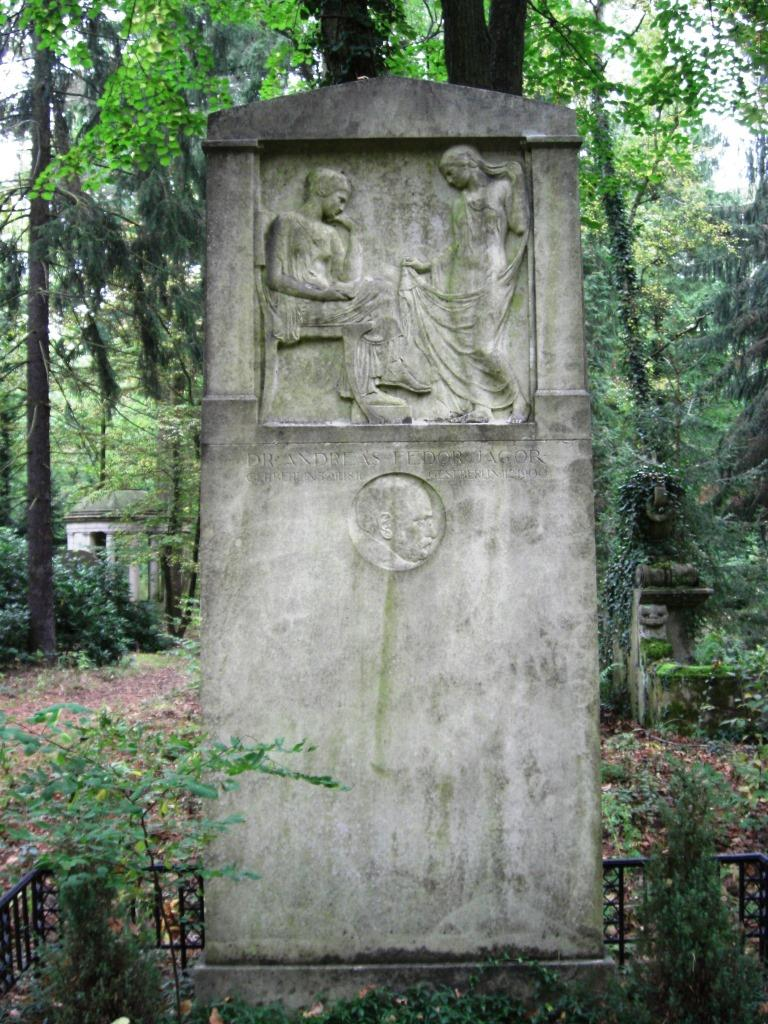
Могила А. Ягора

С 1869 года Ягор был членом Берлинского общества антропологии, этнологии и предыстории. В 1879 году стал членом Леопольдина.
Вёл обширную переписку с Рудольфом Вирховым, записал и опубликовал свои путешествия и наблюдения в нескольких книгах «Singapore, Malakka, Java» (Б., 1866), «Reisen in den Philippinen» (ib., 1873), «Ostindisches Handwerk und Gewerbe mit Rücksicht auf den europäischen Arbeitsmarkt» (Б., 1878).
Многочисленные коллекции, собранные им во времена путешествий, в том числе 700 фотографий на бумажных негативах, находятся в берлинском этнографическом музее.